# Montana (Valais)
Montana es una comuna suiza del cantón del Valais, situada en el distrito de Sierre. Limita al norte con la comuna de Lens, al este con Randogne, al sur con Sierre, y al oeste con Chermignon.

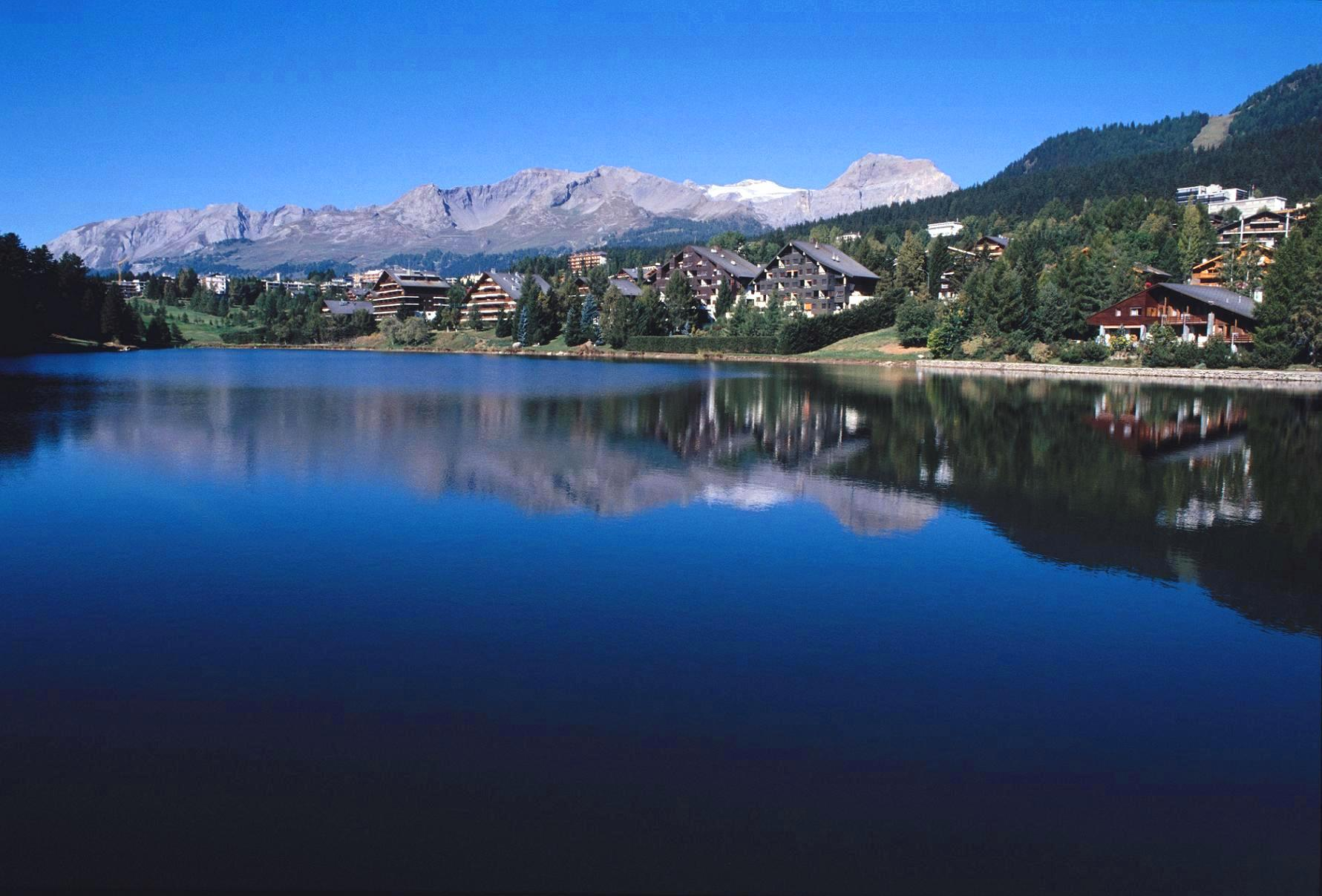
Crans-Montana.